# António Pais de Sande
António Pais de Sande (Estremoz, 1622 - Rio de Janeiro, 22 de fevereiro de 1695) foi um administrador colonial português. Participou nas campanhas da Restauração. Foi governador de Monção e provedor das Armadas do Reino.

## Governos coloniais
Em 24 de março de 1666 foi nomeado secretário-geral da Índia Portuguesa, onde permaneceu durante 12 anos. Foi membro do 8.º Conselho de Governo Interino da Índia (1678).
Regressado a Lisboa, recebeu a nomeação de membro do Conselho Ultramarino.
Foi governador das capitanias reunidas do Rio de Janeiro e São Paulo (que englobava o território das futuras Minas Gerais que iam sendo descobertas) nomeado por carta patente de 27 de dezembro de 1692 em substituição a Luís César de Meneses[carece de fontes?].
Tomou posse em 25 de março de 1693 e governou até 7 de outubro de 1694 quando se retirou por doença.
Era comendador da Ordem de Cristo e Alcaide de Santiago do Cacém.

## Família
Casou com Catarina de Castro, de cujo casamento descende a ilustre família Pais de Sande e Castro, Senhores do morgado e casa do Cabo, em São João da Pesqueira, ligada por casamento à primeira nobreza do Reino.

## Legado
Escreveu ao Rei sobre os paulistas: «São briosos, valentes, impacientes da menor injúria, ambiciosos de honra, amantíssimos da sua pátria, benéficos aos forasteiros e adversíssimos a todo ato servil, pois até aquele cuja muita pobreza lhe não permite ter quem o sirva, se sujeita antes a andar muitos anos pelo sertão em busca de quem o sirva, do que a servir a outrem um só dia.» Tinha razão: provam as rebeliões contra Salvador Correia, o aniquilamento das missões, a expulsão dos jesuítas, as desavenças com os espanhóis, as sublevações contra a alteração da moeda...
Foi o primeiro representante da metrópole que teve (efêmera e fracamente) intervenção nas coisas de Minas Gerais, cujo território começava a se povoar mais ativamente[carece de fontes?]. Enviou ao Rei o memorial do Dr. Sebastião Cardoso de Sampaio relativo às minas da Itabaiana e de Parnaguá, mas o interessante do papel foi que, desanimando delas, falava do Sabaraboçu em termos imaginosos consoante as lendas, e em vista de tal incentivo novo, e como Sande se oferecia para subir ao sertão, assim lhe ordena o Rei por alvarás, prometendo honras e mercês aos que o auxiliassem[carece de fontes?].
Há uma carta real de 18 de março de 1694 em que se garante propriedade plena das minas aos descobridores, com a única obrigação de remeter o imposto de 1/5, ou a quinta parte, sobre o ouro, o famoso quinto[carece de fontes?].
Arruinadas e desmuniciadas as fortalezas do Rio em seu tempo, apenas três companhias «de soldados bisonhos», os melhores seguiam para a Colônia do Sacramento. A metrópole neste ano mandou suspender a cobrança do donativo para o dote da Rainha da Inglaterra, para o qual o Rio de Janeiro enviou mais de 400 mil cruzados[carece de fontes?]. Houve ainda uma epidemia de varíola no Rio em que prestaram serviços notáveis ao povo os carmelitas.
Governou até 7 de outubro de 1694. Recebeu cartas régias em 12 e em 15 de março de 1694 que o mandavam verificar as minas, o que não pode fazer.
Em 3 de agosto de 1694 o Senado da Câmara do Rio de Janeiro comunica ao governador-geral da capitania dos estados do Sul, D. João de Lencastre, o insulto apoplético de Sande, declarando que, pela qualidade da moléstia, e muita idade, posto que não tivesse morrido, ficaria inábil[carece de fontes?]. O Governador, como não houvesse no Rio quem o sucedesse, mandará da Bahia o mestre-de-campo do Terço Velho da Bahia André Cusaco, natural da Irlanda, por ofício de 19 de agosto de 1694[carece de fontes?]. Cusaco tomou posse perante a Câmara em 8 de outubro. Incrível, há provisão de meirinhos do mar e selos de alfândega na pessoa de Domingos Rodrigues Salgado, assinada por Sande em 30 de setembro de 1694 - o que se explica por abusos dos serventuários[carece de fontes?]. Atos que requeriam o nome por inteiro estão apenas rubricados. Devem ter forçado Sande a tal serviço! Teve uma hemiplegia do lado direito, com paralisia completa da língua. Cussaco governará até 19 de abril de 1695 e será substituído por Sebastião de Castro Caldas.